# Koragere, Chiknayakanhalli
Koragere là một làng thuộc tehsil Chiknayakanhalli, huyện Tumkur, bang Karnataka, Ấn Độ.